# Vectorman 2
Vectorman 2 (рус. Вектормэн 2) — видеоигра в жанре платформер, разработанная студией BlueSky Software и изданная компанией Sega эксклюзивно для игровой приставки Sega Genesis 15 ноября 1996 года только в США. 2 мая 2012 года Vectorman 2 была выпущена на персональные компьютеры под управлением Windows в сервисе цифровой дистрибуции Steam. Также Vectorman 2 вошла в состав сборников Sonic Gems Collection в 2005 году для GameCube и PlayStation 2, и Sonic’s Ultimate Genesis Collection в 2009 году для PlayStation 3 и Xbox 360. С 2010 года игра доступна в составе сборника SEGA Mega Drive and Genesis Classics для платформ Linux, macOS, Windows, с 2018 — PlayStation 4, Xbox One и Nintendo Switch.
Игра является сиквелом Vectorman.

## Сюжет
Vectorman 2 представляет собой игру в жанре платформер, выполненную в двухмерной графике. По сюжету после битвы с главарём роботов «Вархэдом» Вектормэн возвращался на Землю. Его космолёт был сбит, но герою удалось спастись. Оказавшись на Земле, он обнаружил, что планета захвачена гигантскими насекомыми. Теперь Вектормэну нужно зачистить Землю от захватчиков и добраться до их «королевы».

## Игровой процесс
По геймплею игра сходна с предыдущей частью: Вектормэн перемещается по уровням и уничтожает врагов. Он может стрелять в 8 направлениях и собирать предметы, дающие различные бонусы или очки. Имеются и небольшие дополнения: появились новые виды оружия и формы Вектормэна, а «телевизоры» с полезными предметами заменены на коконы.
Игра разделена на 21 уровень. Уровни отличаются по тематике: ночь на болоте, вулкан, апокалиптический город и т.д.  На них присутствуют различные враги и препятствия, некоторые из них отведены под битвы с боссами.
Если игрок соберёт более 80 % фотонов, расположенных на уровне, то по его окончании он попадает на один из трёх бонусных этапов, отличающихся по геймплею. На них игрок может собирать очки и полезные предметы, такие как дополнительная жизнь и удлинитель здоровья.

## Разработка
В начале 1990-х годов, после серии успешно разработанных игр для консоли Sega Genesis, BlueSky Software подписала контракт с Sega, чтобы разрабатывать свои следующие игры эксклюзивно для этой платформы. После успешных игр по мотивам Парка юрского периода, BlueSky Software получили более сложную задачу — разработать игру с предварительно отрендеренной 3D-графикой, чтобы составить конкуренцию Donkey Kong Country от Nintendo и удержать интерес к устаревающей 16-битной системе, когда как интерес потребителя всё больше устремлялся в сторону игровых систем нового поколения. Конечным итогом оказалась игра Vectorman, оказавшаяся коммерчески успешной и получившая положительные отзывы от прессы.
Сиквел к игре сразу же получил зелёный свет, поскольку цикл разработки должен был быть ускоренным; жизненный цикл Sega Genesis подходил к завершению уже на момент выхода 1-й части в позднем 1995 году. Несмотря на всё ещё хорошие продажи приставки, новые игры для неё выпускались всё реже и реже.
Главный программист оригинала Ричард Карп оказался занятым другими проектами, и на его место был поставлен Кит Фрейхейт — ведущий программист первой игровой адаптации Парка юрского периода. Как и в случае с серией игр Sonic the Hedgehog, для новой части не разрабатывался новый движок, а использовались движок и ассеты 1-й части, на базе которых создавался новый контент. Попавшие в сеть прототипы игры содержали множество тестовых и незавершённых уровней, невошедших в финальную игру, а также неиспользованный экран окончания игры. Джон Холланд вновь написал музыку для игры, которая получила более разнообразное электронное звучание.
Игра вышла 15 ноября 1996 года; она и Sonic 3D Blast были одними из последних игр Sega выпущенных на платформе Sega Genesis. Накануне выпуска игры сервис Sega Channel провёл рисовальный конкурс, где нужно было нарисовать форму Вектормэна. Работа победителя попала в игру (но в виде арта, а не геймплейного элемента) и была выставлена на Sega Channel. Десять участников, занявших 2-е место, получили бесплатную копию Vectorman 2.
После выпуска на Sega Genesis игра не переиздавалась до середины 2000-х годов. После ухода Sega с консольного рынка и переквалификации в стороннего разработчика игр, Vectorman 2 был включён в несколько сборников игр Sega. В их число входят Sonic Gems Collection (2005 год), Sonic's Ultimate Genesis Collection (2009 год), а также игра была включена в библиотеку игр 2-й модели Sega Genesis Mini в конце 2022 года.

## Оценки и мнения
| Сводный рейтинг        | Сводный рейтинг |
| Агрегатор              | Оценка          |
| ---------------------- | --------------- |
| GameRankings           | 84,17 %         |
| MobyRank               | 77/100          |
| Иноязычные издания     |                 |
| Издание                | Оценка          |
| AllGame                | (Gen) · (PC)    |
| EGM                    | 7,25/10         |
| Electric Playground    | 9/10            |
| Family Friendly Gaming | 55/100          |
| Sega-16                | 9/10            |
| The Video Game Critic  | B-              |

Vectorman 2, как и предшественник, получила положительные отзывы от журналистов. На сайте GameRankings средняя оценка составляет 84,17 %, а на MobyGames — 77 баллов из 100 возможных.
Телевизионное шоу Electric Playground оценило версию для Sega Genesis в 9 баллов из 10. Среди достоинств игры были выделены хорошая графика и звуковое сопровождение. При этом, однако, сравнив игру с предыдущей частью, рецензенты отметили, что последняя имеет ряд преимуществ в игровом процессе и дизайне уровней.
GamePro оценил графику игры на 4,5/5, а остальные аспекты на 5/5. Обозреватель сравнил игру с предыдущей частью, отметив что игра «имеет более чистую графику, больше звуков и голосов, а также более быстрый и плавный игровой процесс. Добавив к этому впечатляющие и масштабные уровни, вы получите классику Sega».